# Eulepida mamboiae
Eulepida mamboiae är en skalbaggsart som beskrevs av Brenske 1896. Eulepida mamboiae ingår i släktet Eulepida och familjen Melolonthidae. Inga underarter finns listade i Catalogue of Life.